# ایدن (کارولینای شمالی)
ایدن (به انگلیسی: Ayden) شهری در ایالت کارولینای شمالی کشور ایالات متحده آمریکا است که جمعیت آن در سرشماری سال ۲۰۱۰ میلادی، ۴٬۹۳۲ نفر بوده‌است.